# Кейн (окръг, Юта)
Вижте пояснителната страница за други значения на Кейн.
Окръг Кейн (на английски: Kane County) е окръг в щата Юта, Съединени американски щати. Площта му е 10 641 km², а населението – 7125 души (2010). Административен център е град Кейнаб.